# O'Connell High School
 (mars 2024).
Si vous disposez d'ouvrages ou d'articles de référence ou si vous connaissez des sites web de qualité traitant du thème abordé ici, merci de compléter l'article en donnant les références utiles à sa vérifiabilité et en les liant à la section « Notes et références ».
Le O'Connell High School est un lycée privé et paroissial situé à Galveston au Texas, aux États-Unis. L'établissement propose des cours préparatoires aux universités. Il est fondé en 1967 en consolidation des trois lycées chrétiens préexistants sur l'île de Galveston.

## Historique
À l'automne 1968, les ordres religieux qui gèrent les trois écoles conviennent de les regrouper comme moyen de poursuivre l'éducation secondaire catholique à Galveston, offrant ainsi un programme plus large que ce qui est possible dans chacune des trois petites écoles secondaires. John Morkovsky, approuve le plan et nomme un conseil d'administration composé de laïcs et de prêtres représentant toutes les paroisses du comté de Galveston. Le conseil nomme la nouvelle école consolidée du nom du révérend Daniel P. O'Connell, pasteur de la cathédrale Sainte-Marie de Galveston de 1933 à sa mort en 1966, et fervent défenseur de l'éducation catholique.
En 2003, après de nombreuses années de dettes financières, l'archevêque Joseph Fiorenza annonce que l'école secondaire O'Connell fermera à la fin de l'année scolaire 2003-2004.
L'archevêque propose de permettre à l'école de rester ouverte si des fonds peuvent être obtenus pour lui permettre de fonctionner sans subvention de l'archidiocèse.
Au printemps 2004, un plan est présenté à l'archevêque dans lequel une fondation privée, la Fondation O'Connell Consolidated. Au printemps 2007, le conseil d'administration de l'école décide de renommer l'école O'Connell College Preparatory School, afin de la distringuer des autres écoles secondaires publiques et privées locales.
En 2013, O'Connell reçoit une subvention de 5 millions de dollars de la Fondation Moody, comme rapporté dans le Texas Catholic Herald le 26 février 2013.
En 2018, la classe diplômé d'O'Connell reçoit plus de 1,6 million de dollars de bourses, battant leur précédent record.